# Berbinzana
Berbinzana és un municipi de Navarra, a la Comarca de Tafalla, dins la merindad de Tafalla.

## Demografia
| Evolució demogràfica                                  | Evolució demogràfica | Evolució demogràfica | Evolució demogràfica | Evolució demogràfica | Evolució demogràfica | Evolució demogràfica | Evolució demogràfica | Evolució demogràfica | Evolució demogràfica | Evolució demogràfica |
| 1996                                                  | 1998                 | 1999                 | 2000                 | 2001                 | 2002                 | 2003                 | 2004                 | 2005                 | 2006                 | 2007                 |
| ----------------------------------------------------- | -------------------- | -------------------- | -------------------- | -------------------- | -------------------- | -------------------- | -------------------- | -------------------- | -------------------- | -------------------- |
| 714                                                   | 720                  | 720                  | 720                  | 729                  | 735                  | 735                  | 730                  | 715                  | 717                  | 692                  |
| Fonts: Berbinzana i Institut d'Estadística de Navarra |                      |                      |                      |                      |                      |                      |                      |                      |                      |                      |